# William Joseph Justice

Wappen von William Joseph Justice

William Joseph Justice (* 8. Mai 1942 in Lawrence) ist ein US-amerikanischer Geistlicher und emeritierter römisch-katholischer Weihbischof in San Francisco.

## Leben
William Joseph Justice empfing am 17. Mai 1968 die Priesterweihe.
Papst Benedikt XVI. ernannte ihn am 10. April 2008 zum Weihbischof in San Francisco und Titularbischof von Mathara in Proconsulari. Die Bischofsweihe spendete ihm der Erzbischof von San Francisco, George Hugh Niederauer, am 28. Mai desselben Jahres; Mitkonsekratoren waren Randolph Roque Calvo, Bischof von Reno, und John Charles Wester, Bischof von Salt Lake City.
Papst Franziskus nahm am 16. November 2017 seinen altersbedingten Rücktritt an.